# Antoni Briva i Miravent
Antoni Briva i Miravent (Sitges, Garraf, 1926 - Astorga, Espanya, 1994) fou un eclesiàstic català. Va ser bisbe d'Astorga.
Feu estudis eclesiàstics al Seminari Conciliar de Barcelona, i a la Universitat Gregoriana de Roma, on es doctorà en Teologia. Fou ordenat l'any 1950, exercí diversos càrrecs parroquials i al barri de “Tres Pins” de Montjuïc, i acadèmics. Fou rector del Seminari Conciliar de Barcelona (1963), director de la Biblioteca Pública Episcopal de Barcelona entre 1963 i 1964, i nomenat canonge de la Catedral de Barcelona (1964). Va ser membre de l'associació Unió Sacerdotal de Barcelona on coincidí amb Manuel Bonet i Muixí, Casimir Martí i Martí, Ramon Buxarrais i Ventura, Ramon Daumal i Serra, Joan Batlles i Alerm, Pere Tena i Garriga i Josep Maria Rovira Belloso, entre d'altres. L'any 1967 fou nomenat bisbe de la Diòcesi d'Astorga, on dugué a terme a més de la seu treball pastoral, una tasca de divulgació teològica i ecumènica.
A la Conferència Episcopal Espanyola i al Vaticà ocupà diversos càrrecs relacionats amb el diàleg entre religions i l'ecumenisme. Així, fou membre del “Secretariat Romà per a la Unió dels Cristians” (1968-1977) i president de la Comissió Episcopal de Relacions Interconfesionals (1975-1981), comissió que era adscrit com a vocal en el moment del seu traspàs. Va morir d'un infart el 20 de juny de 1994 a Astorga. Les seves despulles són enterrades a la Catedral de la diòcesi. Fou cap de redacció de la revista "Orbis catholicus" (1958-64) i publicà articles sobre ecumenisme i obres sobre teologia.

## Obres[6]
- La gloria y su relación con la gracia según las obras de san Buenaventura (1957)-
- El tiempo de la Iglesia según la teología de Cullman (1958)
- Colegio episcopal e Iglesia particular (1959)